# Angelic Layer
Angelic Layer (japanisch 機動天使エンジェリックレイヤー, Kidō Tenshi Enjerikku Reiyā, dt. „Mobiler Engel Angelic Layer“) ist ein Manga der Mangaka-Gruppe CLAMP. Das Werk wurde auch als Anime-Fernsehserie umgesetzt und lässt sich in die Genres Comedy, Action, Science-Fiction, Drama und Shōnen einordnen.

## Handlung
Shūko Suzuhara (鈴原 萩子), die Mutter des Mädchens Misaki Suzuhara (鈴原 みさき), flieht vor ihrer Familie vom Land nach Tokio, als ihre Tochter fünf Jahre alt ist. Mit zwölf Jahren zieht Misaki ebenso nach Tokio, um dort die Mittelschule zu besuchen. In Tokio lernt sie das Spiel Angelic Layer kennen. Dabei treten zwei Puppen, Angel, gegeneinander an, die von ihren Schöpfern über deren Gedanken kontrolliert werden. Bausätze für die Puppen kann jeder Interessierte kaufen. Misaki ist davon begeistert und ein Unbekannter im weißen Kittel, den sie Onkelchen nennt, erklärt ihr das Spiel. Mit ihm kauft sie einen Bausatz ein und bei ihrer Tante Shōko (浅見 祥子), bei der sie von nun an wohnt, baut sie ihren eigenen Angel, Hikaru (ヒカル).
Bald tritt sie mit Hikaru zu ihrem ersten Kampf an, auf der Plattform Angelic Layer. Doch beim Turnier verliert sie gegen die Spielerin Hatoko Kobayashi (小林 鳩子). Daraufhin tritt sie gegen die berühmte Spielerin Ringo Seto (瀬戸 林子) mit ihrem Angel Ranga an, die sie besiegen muss, um im Turnier weiter zu kommen. Dies gelingt ihr mit dem Wissen, das sie sich im vorherigen Kampf angeeignet hat. In den folgenden Kämpfen muss sie sich gegen unfaire Gegner zur Wehr setzen und auch weiterkämpfen, als Hikaru verletzt wird. Bei ihren Kämpfen wird Misaki von ihren Freunden Kotaro und Tamayo sowie Onkelchen unterstützt.
Schließlich gewinnt Misaki auch das große Angelic-Layer-Turnier und tritt daraufhin gegen die legendäre Angel Athena an. Diese wird zu Misakis Überraschung von ihrer Mutter geführt. Es wird offenbart, dass diese in Tokio gemeinsam mit Onkelchen das Spiel Angelic Layer erfand und über dieses nun wieder mit ihrer Tochter in Kontakt tritt.

## Entstehung, Konzeption und Stil
Der Manga greift das zur Entstehungszeit durch Reihen wie Pokémon besonders populäre Thema der Duellspiele auf. Dabei werden die Vorgängerwerke auch parodiert. Angelic Layer ist der erste Shōnen-Manga von Clamp, also der erste, der sich vor allem an männliches Publikum richtet. Aber wie viele Serien der Gruppe auch verweist es auf andere Werke. So verweist Hikaru auf den gleichnamigen Charakter in Magic Knight Rayearth und Hatako sieht Tomoyo Daidōji in Card Captor Sakura ähnlich.
Die Serie wurde wesentlich von Satsuki Igarashi bestimmt, die bei den vorherigen Produktionen der Zeichnergruppe Clamp nur im Hintergrund arbeitete. Daher weist das Werk deutliche Unterschiede zu früheren Werken der Gruppe auf. Es gekennzeichnet durch einen reduzierten und minimalistischen Zeichenstil, einfach gezeichnete Charakteren und häufig fehlende Hintergründe. Die Augen sind kleiner und kantiger, die Füße auffallend groß. Immer wieder kommen Super-Deformed-Figuren vor.

## Veröffentlichung des Mangas
Der Manga erschien in Japan von Juli 1999 bis Oktober 2001 im Magazin Shōnen Ace des Kadokawa-Shoten-Verlags erschienen. Die Reihe wurde später in fünf Sammelbänden veröffentlicht.
Auf dem deutschen Markt veröffentlichte Carlsen Comics den Manga ab Juni 2001 vollständig. Die Übersetzung stammt von Dorothea Überall. Angelic Layer erschien danach auch in den USA bei Tokyopop, in Frankreich bei Pika Édition und in Italien bei Star Comics. Die spanische Ausgabe wurde veröffentlicht von Editorial Ivréa und Grupo Editorial Vid und die portugiesische von JBC.

## Produktion und Veröffentlichung des Animes
Der Manga wurde 2001 von Studio Bones unter der Regie von Hiroshi Nishikiori als Anime-Fernsehserie verfilmt. Das Charakterdesign entwarf Takahiro Komori und die künstlerische Leitung übernahm Nobuto Sakamoto. Die Serie wurde vom 1. April bis zum 23. September 2001 durch den japanischen Sender TV Tokyo ausgestrahlt.
The Anime Network sendete den Anime auf Englisch, ABS-CBN und Hero auf Tagalog. Die Serie wurde auch ins Spanische, Französische und Holländische übersetzt. Eine deutsche Fassung wurde 2005 und 2006 von ADV Films veröffentlicht im Vertrieb von Universum Film GmbH.

### Synchronisation
Die deutsche Synchronfassung wurde angefertigt von Union Film Studios.
| Rolle            | Japanischer Sprecher (Seiyū) | Deutscher Sprecher |
| ---------------- | ---------------------------- | ------------------ |
| Misaki Suzuhara  | Atsuko Enomoto               | Kathrin Neusser    |
| Kaede Saitō      | Ayako Kawasumi               | Susanne Geier      |
| Arisu Fujisaki   | Chiemi Chiba                 | Carmen Katt        |
| Yūko Inada       | Hiromi Nishikawa             |                    |
| Sai Jōnouchi     | Hōko Kuwashima               | Juliana Cukier     |
| Kōtarō Kobayashi | Jun Fukuyama                 | Jesco Wirthgen     |
| Ringo Seto       | Kana Ueda                    | Julia Kaufmann     |
| Shuko Suzuhara   | Kikuko Inoue                 | Tanja Geke         |
| Shōko Asami      | Kotono Mitsuishi             | Theresa Greim      |
| Ichiro Mihara    | Masaya Onosaka               | Rainer Fritzsche   |
| Tamayo Kizaki    | Satsuki Yukino               | Esther Barth       |
| Ōjirō Mihara     | Sōichirō Hoshi               | Dirk Petrick       |
| Masaharu Ogata   | Tomokazu Seki                | Jens Wassermann    |
| Madoka Fujisaki  | Tomoko Kawakami              | Sara Becker        |
| Shuji Inada      | Yoshiyuki Kōno               | Tim Moeseritz      |
| Hiromi Fujimori  | Yui Horie                    | Diana Borgwardt    |
| Hatoko Kobayashi | Yuri Shiratori               | Rubina Kuraoka     |

### Musik
Die Musik der Serie wurde komponiert von Kōhei Tanaka. Der Vorspann Be My Angel wurde von Atsuko Enomoto, der Synchronsprecherin der Protagonistin, gesungen. Als Abspann wurde bis Episode 13 ☆the starry sky☆ von HΛL und ab Episode 14 Ame Agari (雨あがり, dt. „nach dem Regen“) von Moeko Matsushita verwendet.

## Weitere Adaptionen und Veröffentlichungen
In Japan erschienen zur Serie Merchandise-Artikel wie Kostüme, Puzzle, Schreibwaren und Sammelkarten sowie das Artbook Angelic Layer Battle Book. Darüber hinaus wurden fünf Musik-CDs veröffentlicht.

## Rezeption
Laut der Fachzeitschrift Funime gelingt es Clamp mit ihrem ersten Shōnen-Manga gut, ein Werk zu präsentieren, das sich vom Rest abhebt. Elemente aus anderen Mangas des Genres, wie Pokémon würden gut übernommen, teilweise auch parodiert. Der Manga lese sich leicht, sei aber spannend. Die Handlung sei etwa verworren, aber dennoch logisch. Die Zeichnungen seien wie bei Clamp üblich gut und der Manga besonders für Fans der Zeichnergruppe zu empfehlen.
Die AnimaniA schreibt, das Werk falle aus dem vorherigen Schaffen Clamps heraus, gerade da es sich an ein männliches Publikum richte und daher viele Shōnen-Elemente übernehme. Es sei aber dennoch amüsant und biete auch Clamp-typische Stilarten. Der Zeichenstil sei zwar einfach, aber dennoch gelungen. Die größten Ähnlichkeiten gebe es noch mit Clover und Card Captor Sakura. Die Charaktere sind „einfach gestrickt“, die Handlung aber dennoch spannend. Die Umsetzung als Anime biete eine sehr gute Animationsqualität und halte sich inhaltlich und stilistisch nah an der Vorlage.
Laut Splashcomics ist der Manga spannend und reich an Slapstick-Einlagen. Die Charaktere seien niedlich gezeichnet, zum Schluss lasse die Spannung jedoch nach, zumal die Hauptfigur Misaki überragend und Überklug dargestellt wird.